# 23776 Gosset
23776 Gosset este un asteroid din centura principală de asteroizi.

## Descriere
23776 Gosset este un asteroid din centura principală de asteroizi. A fost descoperit pe 17 august 1998 la Prescott (Arizona) de Paul G. Comba. El prezintă o orbită caracterizată de o semiaxă mare de 2,66 ua, o excentricitate de 0,05 și o înclinație de 2,3° în raport cu ecliptica.